# 安大略大麻零售公司
安大略大麻零售公司（英語：Ontario Cannabis Retail Corporation）是加拿大安大略省的一家经营大麻合法在线零售批发的英語：，羅馬化：Crown corporations of Canada（相当于民间部分控股的国有企业）。2018年加拿大娱乐大麻合法化之后，该公司负责经营安大略省境内的在线大麻商店。